# Руан (футболист, 2005)
Руан Перейра Дуарте (порт. Ruan Pereira Duarte, более известный, как Руан (порт. Ruan) род. 3 мая 2005, Кашиас-ду-Сул, Риу-Гранди-ду-Сул) — бразильский футболист, нападающий клуба «Жувентуде».

## Клубная карьера
Руан — воспитанник клуба «Жувентуде». 3 сентября 2022 года в матче против «Аваи» он дебютировал в бразильской Серии A. По итогам сезона клуб вылетел в бразильскую Серию B. 15 апреля 2023 года в поединке против «Ботафого Рибейран-Прету» игрок забил свой первый гол за «Жувентуде». По итогам сезона Руан помог команде вернуться в элиту.